# Lingua amorrea
La lingua amorrea era una lingua semitica parlata dagli Amorrei, considerata un dialetto occidentale della lingua ugaritica.

## Storia

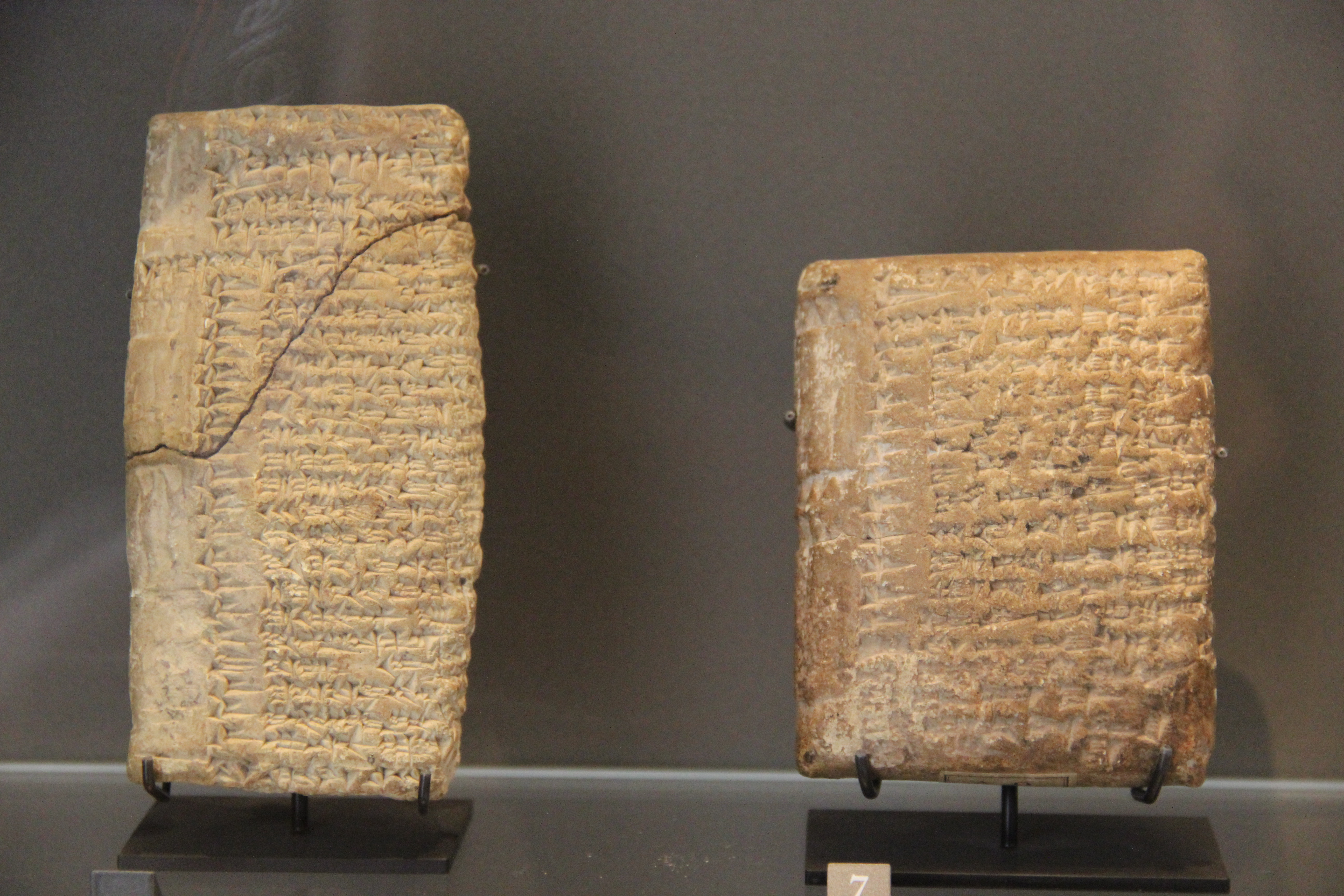
Tavolette di argilla rinvenute a Mari, risalente alla prima metà del II millennio a.C..

La lingua amorrea viene menzionata nei registri degli scribi accadici durante la dominazione degli Amorrei in Babilonia (III-II millennio a.C.), in particolare a Mari, Alalakh, Tell Harmal, Khafajah e occasionalmente in alcuni testi egizi e nel Deuteronomio, dove viene citato il termine "Sənīr" (in ebraico שְׂנִיר‎?; Monte Hermon).

## Fonologia

### Sistema di scrittura
L'amorreo era una lingua parlata e non prevedeva un sistema di scrittura, anche se, quando si stabilirono in Mesopotamia e Siria, gli Amorrei scrivevano comunque in babilonese. È noto l'amorreo grazie alle varie fonti mesopotamiche cuneiformi (risalenti alla terza dinastia di Ur) e fonti egiziane in scrittura consonantica.

### Grammatica
La lingua amorrea condivide alcune caratteristiche con altre linge semitiche:
- La distinzione tra aspetto imperfettivo-perfettivo: ad esempio Yantin-Dagan (Dagon dà; ntn); Raṣa-Dagan (Dagon era soddisfatto; rṣy). Esso includeva inoltre un suffisso di terza persona -a (a differenza della lingua accadica o ebraica) e una vocale dell'imperfettivo, a-, come in arabo a differenza della vocale -i- in ebraico e aramaico.
- C'era una forma verbale con una seconda consonante geminata: ad esempio in Yabanni-Il (Dio crea, bny).
- A differenza dell'accadico che ha š, l'amorreo, invece, come avviene in ebraico e arabo, ha h, hu (suo), -haa (lei), causativo h- (o)[5].
- La prima persona perfettiva era in -ti (singolare) e -nu (plurale).

### Lessico
Il lessico della lingua amorrea era composta soprattutto di frasi brevi e verbali come:
- Abd-'El (schiavo di 'El)
- Yantin-Dagan (Dagan ha dato)
- Yasma'-Haddu (Haddu ha udito)
- Yahun-pi-'El (la bocca/parola di 'El è graziosa/misericordiosa)
- Qaqqaddnum (uomo con una testa grande)
- 'Asqudum (criceto)
- Dubdbum (piccola mosca)
- Huzirdnum (piccolo maiale)
- Dundbum (coda)